# Количово (Можайський район)
Количо́во (рос. Колычёво) — село у Можайському районі Московської області Російської Федерації.

## Розташування
Село Количево входить до складу міського поселення Можайськ, воно розташовано на південь від Можайська на березі річки Мжуть. Найближчі населені пункти Красний Балтієць, Ямська, Отяково. Найближча залізнична станція Можайськ.

## Населення
Станом на 2006 рік у селі проживало 2030 осіб, а в 2010 — 1854 особи.